# سو راندال
سو راندال (بالإنجليزية: Sue Randall)‏ هي ممثلة أمريكية، ولدت في 8 أكتوبر 1935 في فيلادلفيا في الولايات المتحدة، وتوفي بنفس المكان في 26 أكتوبر 1984 بسبب سرطان الرئة.

## أعمال

### مسلسلات
- غان سموك

## وصلات خارجية
- سو راندال على موقع IMDb (الإنجليزية)
- سو راندال على موقع أول موفي (الإنجليزية)
- سو راندال على موقع قاعدة بيانات الأفلام السويدية (السويدية)
- سو راندال على موقع إن إن دي بي (الإنجليزية)
- سو راندال على موقع قاعدة بيانات الفيلم (الإنجليزية)
- سو راندال على موقع كينوبويسك (الروسية)